# Westfa

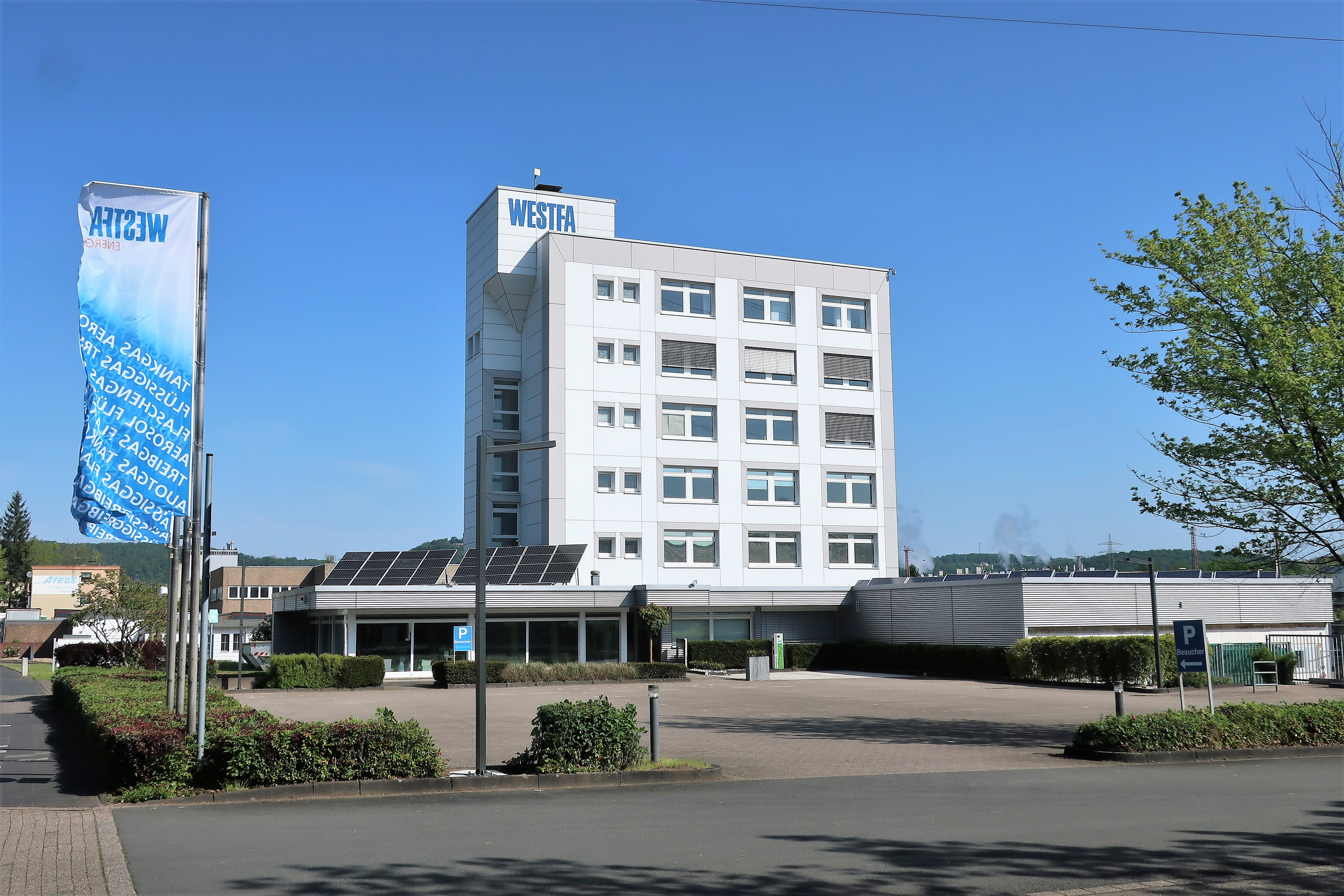
Westfa in Hagen-Kabel

Die Westfa-Gruppe (Eigenschreibweise: WESTFA) mit der führenden Westfa ENERGY GmbH ist ein Flüssiggas-Vertriebsunternehmen mit Sitz in Hagen.

## Geschichte
Das Unternehmen wurde 1946 von Johann Brand und Gustav Engel unter dem Namen Westfälische Apparatebau und Vertriebs-GmbH (abgekürzt: WESTFA) gegründet. Geschäftszweck war zunächst die Herstellung von mit Gas befeuerten Heiz- und Leuchtapparaturen. 1952 stieg die WESTFA mit der Eröffnung des ersten Flüssiggaslagers in den Handel mit Flüssiggas ein und entwickelte sich zum Flüssiggashändler.
1997 wurde die Produktpalette um den Bereich der Heiztechnik erweitert. Ab 2013 begann die WESTFA mit der Übernahme kleinerer Mitbewerber, um so ihr Geschäftsgebiet auszudehnen.

## Geschäftstätigkeit
Die WESTFA vertreibt Flüssiggas sowohl in Gasflaschen als auch in größeren Mengen per Tankwagen. Zudem vermietet sie hierfür Flüssiggastanks an private und gewerbliche Kunden.
Sie unterhält 8 Betriebsstätten in Deutschland, 2 in den Niederlanden und je 1 in Belgien, Frankreich und Luxemburg. In Deutschland bestehen Niederlassungen in Sinsheim, Sehlem, Hartmannsdorf, Kindsbach, Hohenfels-Liggersdorf, Wolfratshausen sowie die WPG Westfälische Propan-GmbH (Detmold).
Die WESTFA ist Mitglied im Deutschen Verband Flüssiggas e.V.